# Martin Streit
Martin Streit (* 2. února 1977 ve Vyškově) je bývalý český hokejový útočník.

## Hráčská kariéra
S hokejem začínal v týmu HC Olomouc, kde debutoval v české nejvyšší lize v sezóně 1995/96. V Olomouci hrával až do konce sezóny 1996/97, kdy tým prodal extraligovou licenci týmu HC Becherovka Karlovy Vary a Streit společně s klubem odešel do Karlových Varů.
Byl draftován v NHL v roce 1995 v 7. kole (celkově 178.) týmem Philadelphia Flyers.
V Karlových Varech hrál necelé tři sezóny (1997/2000), skončil vždy na nepostupovém a nesestupovém místě. Sezónu 1999/2000 začal ve Varech, kdy odehrál 18 zápasů, ve kterých nasbíral dvě asistence, následně byl 8. listopadu 1999 vyměněn do týmu HC Vítkovice za Zdeňka Pavelka. Ve Vítkovicích dohrál sezónu na posledním místě a klub musel podstoupit boj o extraligu s týmem HC Dukla Jihlava. Nad Jihlavou zvítězili Vítkovičtí 4:0 na zápasy a uhájili účast na další ročník. Poté odešel do zámoří, kde si chtěl vyzkoušet ligu NHL. Snažil se prosadit do nového týmu Columbus Blue Jackets, ale v týmu se neprosadil a dostal smlouvu hrát na farmě Columbus v Syracuse Crunch. Smlouvu odmítl a vrátil se zpět do české extraligy do Karlových Varů, odtud byl ještě poslán na hostování do týmu HC Femax Havířov. Během sezóny v Havířově odehrál 11 zápasů; 12. prosince 2000 ho nový trenér Karlových Varů Radim Rulík stáhnul z hostování. Ve Varech se mu nedařilo, dokonce byl poslán do nižší ligy do týmu LHK Jestřábi Prostějov. Zde odehrál jeden zápas, ve kterém vstřelil gól. Poté se vrátil zpět do Varů a dohrál sezónu tam. Po skončení smlouvy ve Varech se dohodl s týmem HC Vsetín, kde strávil dvě sezóny 2001/03. V sezóně 2002/03 si poranil lokty a levé koleno. Po léčení zkusil hrát v nižší lize v týmu LHK Jestřábi Prostějov v sezóně 2003/04, kde odehrál celou základní část a boj o udržení v nižší lize. 22. března 2004 byl společně se třemi dalšími spoluhráčemi propuštěn. Po propuštění si dal devítiměsíční pauzu od hokeje. Ještě jednou se vrátil do hokeje coby podnikatel týmu HC Uničov. Souhlasil s nabídkou a vypomohl Uničovu, který hrál 2. ligu, udržet se ve 2. lize. Poté ukončil hokejovou kariéru a vrátil se do Olomouce, kde založil autoservis (Autocentrum Mastr-Group).

## Prvenství
- Debut v ČHL - 26. září 1995 (AC ZPS Zlín proti HC Olomouc)
- První asistence v ČHL - 22. září 1996 (HC Olomouc proti HC České Budějovice)
- První gól v ČHL - 28. února 1997 (HC Dukla Jihlava proti HC Olomouc, českému brankáři Ivu Čapkovi)

## Klubové statistiky
| Sezóna       | Klub                       | Soutěž       |     | Základní část | Základní část | Základní část | Základní část | Základní část |   | Play off | Play off | Play off | Play off | Play off |
| Sezóna       | Klub                       | Soutěž       | Z   | G             | A             | B             | TM            | Z             | G | A        | B        | TM       |          |          |
| 1995/1996    | HC Olomouc                 | ČHL-20       | 19  | 10            | 6             | 16            | —             | —             | — | —        | —        | —        |          |          |
| 1995/1996    | HC Olomouc                 | ČHL          | 10  | 0             | 0             | 0             | —             | —             | — | —        | —        | —        |          |          |
| 1996/1997    | HC Olomouc                 | ČHL          | 18  | 1             | 2             | 3             | 14            | —             | — | —        | —        | —        |          |          |
| 1997/1998    | HC Becherovka Karlovy Vary | ČHL          | 48  | 5             | 13            | 18            | 20            | —             | — | —        | —        | —        |          |          |
| 1998/1999    | HC Becherovka Karlovy Vary | ČHL          | 48  | 9             | 4             | 13            | 48            | —             | — | —        | —        | —        |          |          |
| 1999/2000    | HC Becherovka Karlovy Vary | ČHL          | 18  | 0             | 2             | 2             | 20            | —             | — | —        | —        | —        |          |          |
| 1999/2000    | HC Vítkovice               | ČHL          | 31  | 3             | 6             | 9             | 32            | —             | — | —        | —        | —        |          |          |
| 2000/2001    | HC Femax Havířov           | ČHL          | 11  | 0             | 0             | 0             | 6             | —             | — | —        | —        | —        |          |          |
| 2000/2001    | HC Becherovka Karlovy Vary | ČHL          | 10  | 0             | 1             | 1             | 12            | —             | — | —        | —        | —        |          |          |
| 2000/2001    | HC Prostějov               | 1.ČHL        | 1   | 1             | 0             | 1             | 0             | —             | — | —        | —        | —        |          |          |
| 2001/2002    | HC Vsetín                  | ČHL          | 35  | 3             | 4             | 7             | 65            | —             | — | —        | —        | —        |          |          |
| 2002/2003    | HC Vsetín                  | ČHL          | 47  | 8             | 5             | 13            | 48            | 4             | 0 | 0        | 0        | 2        |          |          |
| 2003/2004    | HC Prostějov               | 1.ČHL        | 39  | 4             | 6             | 10            | 61            | —             | — | —        | —        | —        |          |          |
| 2004/2005    | HC Uničov                  | 2.ČHL        | 12  | 2             | 4             | 6             | 12            | —             | — | —        | —        | —        |          |          |
| Celkem v ČHL | Celkem v ČHL               | Celkem v ČHL | 276 | 29            | 37            | 66            | 249           | 4             | 0 | 0        | 0        | 2        |          |          |

## Reprezentace
Za reprezentační Ačko odehrál jeden přípravný zápas - 11. dubna 1999 proti Slovensku.
| Rok                       | Tým                       | Soutěž                    | Z  | G | A | B | TM |
| ------------------------- | ------------------------- | ------------------------- | -- | - | - | - | -- |
| 1995                      | Česko 18                  | MEJ-18                    | 5  | 1 | 4 | 5 | 0  |
| 1997                      | Česko 20                  | MSJ                       | 7  | 0 | 0 | 0 | 14 |
| Juniorská kariéra celkově | Juniorská kariéra celkově | Juniorská kariéra celkově | 12 | 1 | 4 | 5 | 14 |